# Communauté de communes de Montaigne en Montravel
La communauté de communes de Montaigne en Montravel est une ancienne communauté de communes française, située dans le département de la Dordogne, en région Aquitaine.
Elle faisait partie du Pays du Grand Bergeracois.

## Historique
Créée le 6 juillet 2005 pour une mise en place au 1er janvier 2006, la communauté de communes de Montaigne en Montravel a accueilli le 1er janvier 2007 une commune supplémentaire : Lamothe-Montravel (décision du 16 novembre 2006).
Le 1er janvier 2013, elle est dissoute et l'ensemble de ses communes sont intégrées à la communauté de communes Montaigne Montravel et Gurson, nouvellement créée.

## Composition
Elle regroupait dix des douze communes du canton de Vélines (seules Port-Sainte-Foy-et-Ponchapt et Saint-Michel-de-Montaigne en étaient absentes) :
1. Bonneville-et-Saint-Avit-de-Fumadières
2. Fougueyrolles
3. Lamothe-Montravel
4. Montazeau
5. Montcaret
6. Nastringues
7. Saint-Antoine-de-Breuilh
8. Saint-Seurin-de-Prats
9. Saint-Vivien
10. Vélines

## Administration
| Période      | Période       | Identité         | Étiquette | Qualité                                                            |
| ------------ | ------------- | ---------------- | --------- | ------------------------------------------------------------------ |
| juillet 2005 | avril 2008    | Serge Fourcaud   | PS        | Maire de Bonneville-et-Saint-Avit-de-Fumadières Conseiller général |
| avril 2008   | décembre 2012 | Gilbert de Miras | SE        | Maire de Vélines                                                   |

## Compétences
- Action sociale
- Assainissement non collectif
- Collecte et traitement des déchets
- Constitution de réserves foncières
- Développement économique
- Logement social
- Tourisme
- Voirie

### Sources
- Le SPLAF (Site sur la Population et les Limites Administratives de la France)
- La base ASPIC de la Dordogne - (Accès des Services Publics aux Informations sur les Collectivités)